# (1143) Одиссей
(1143) Одиссей (др.-греч. Ὀδυσσεύς) — довольно крупный троянский астероид Юпитера, движущийся в точке Лагранжа L4, в 60° впереди планеты. Астероид был открыт 29 сентября 1949 года немецким астрономом Карлом Рейнмутом в обсерватории Хайдельберг в Германии и назван в честь царя Итаки Одиссея, одного из ключевых персонажей древнегреческих поэм Гомера «Илиада» и «Одиссея».
Как и любой троянский астероид Юпитера (1143), Одиссей находится на очень стабильной орбите — максимальное сближение с крупной планетой будет лишь 4 мая 2083 года, когда астероид подойдёт к Марсу на 3,104 а. е. или 464,4 млн км.
Астероид (1143) Одиссей является очень крупный троянцем, имеющим в диаметре свыше 125 км. По этому показателю он занимает восьмое место среди всех известных троянских астероидов Юпитера.